# Rib Falls
Rib Falls – miasto w Stanach Zjednoczonych, w stanie Wisconsin, w hrabstwie Marathon.